# Tygelsjö kyrkogård

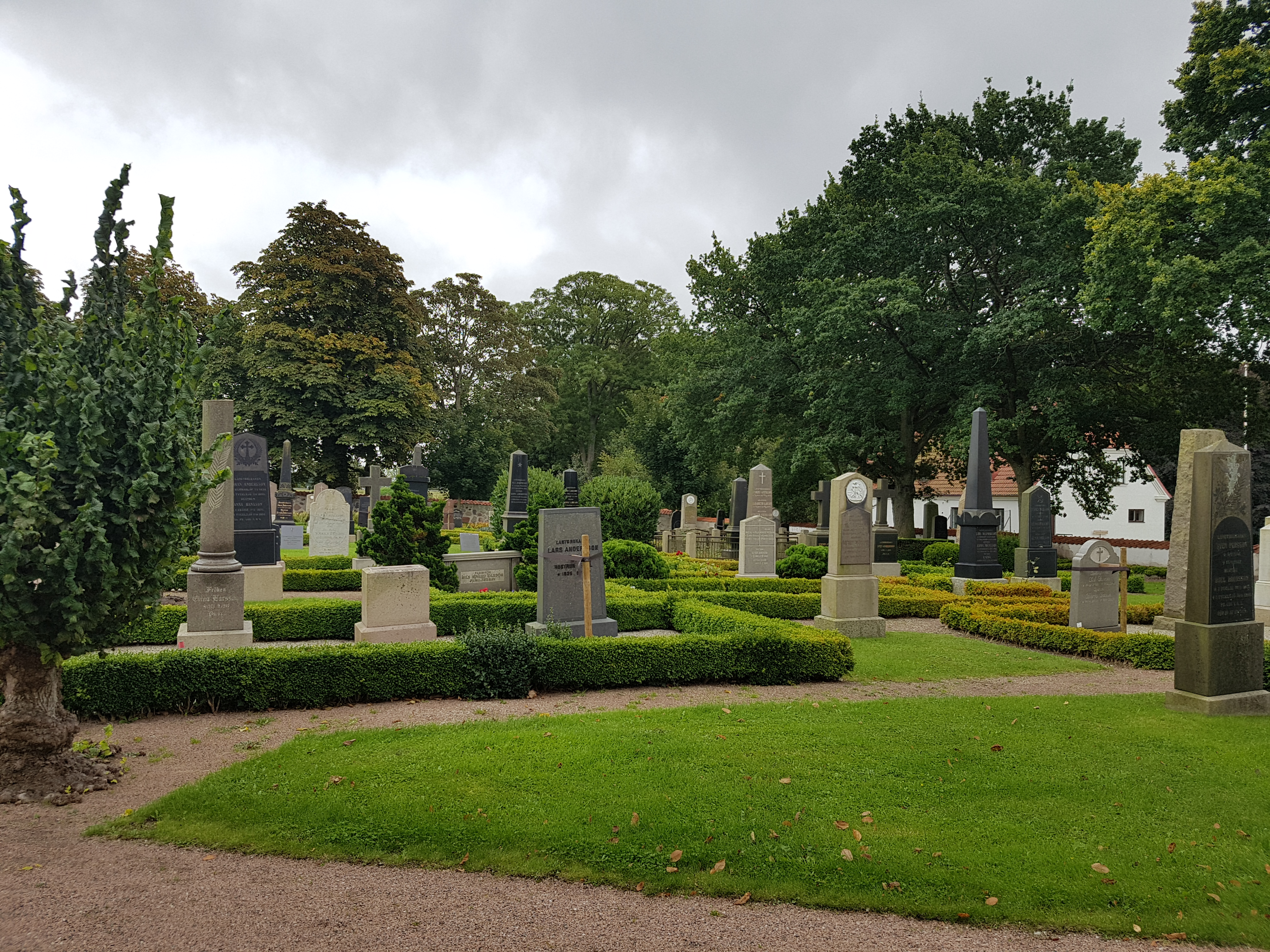
Gravplatser på Tygelsjö kyrkogård.

Tygelsjö kyrkogård är belägen i sydvästra delen av Malmö och tillhör Limhamns församling. I samband med att Tygelsjö socken infogades i Malmö kommun 1971 påbörjades ett renoveringsarbete av gravkvarteren. 
Kyrkoherdeboställets mark ligger söder om själva kyrkan. Tygelsjö kyrka och begravningsplatserna är omgärdade av svarta gjutjärnsstaket. 
Det nya gravskicket askgravlund togs i bruk på pingstdagen år 2003. Askgravlunden omges av en perennplantering.

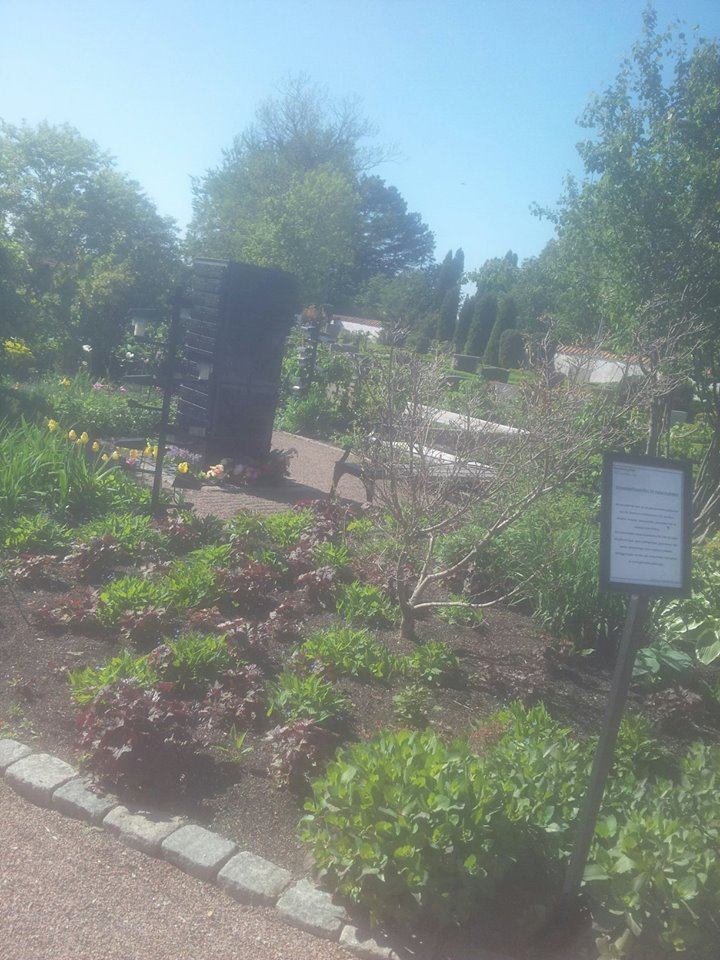
Askgravplatsen på Tygelsjö kyrkogård

### Webbkällor
- ”Tygelsjö kyrkogård”. Svenska Kyrkan. Arkiverad från originalet den 6 juli 2013. https://archive.is/20130706120846/http://www.svenskakyrkan.se/default.aspx?id=659701. Läst 24 maj 2013.